# Tiszabecs
Tiszabecs, někdy také Tisabeč, je obec (městys) v župě Szabolcs-Szatmár-Bereg, v okrese Fehérgyarmati, v Maďarsku. Leží na levém břehu řeky Tisa, která vstupuje na území Maďarska na říčním kilometru 744,5. Obec sousedí s Ukrajinou, ukrajinské nádraží Vylok je od centra obce vzdáleno necelé 4 kilometry. Je zde silniční hraniční přechod Tiszabecs–Vylok.

## Historie
První písemná zmínka o obci se objevuje v roce 1181 při soupisu statků kláštera Cégény. V roce 1364 je obec uváděna jako castrum, což odkazuje na existenci královského hradu. Obec byla postižena při válečných taženích. Dne 14. července 1703 zde překročila Tisu armáda Františka II. Rákócziho. Na první vojenské topografické mapě je obec uvedena jako Becse Tisza. V roce 1864 povodeň zničila většinu obce. V této době byl na mapách druhého vojenského průzkumu uvedena jako Tisza Bécs.